# Solomon Kweku
Solomon Hammond Kweku (* 27. Februar 2002) ist ein ghanaischer Leichtathlet, der sich auf den Sprint spezialisiert hat.

## Sportliche Laufbahn
Erste internationale Erfahrungen sammelte Solomon Kweku im Jahr 2024, als er bei den Afrikaspielen in Accra mit 21,06 s im Halbfinale im 200-Meter-Lauf ausschied und mit der ghanaischen 4-mal-100-Meter-Staffel in 38,43 s gemeinsam mit Edwin Gadayi, Benjamin Azamati und Joseph Paul Amoah die Silbermedaille hinter dem nigerianischen Team gewann.

## Persönliche Bestleistungen
- 100 Meter: 10,31 s (+2,0 m/s), 7. April 2023 in Tampa
  - 60 Meter (Halle): 6,70 s, 3. Februar 2024 in Boston
- 200 Meter: 21,06 s (−1,7 m/s), 21. März 2024 in Accra